# کره شمالی در المپیک تابستانی ۲۰۱۶

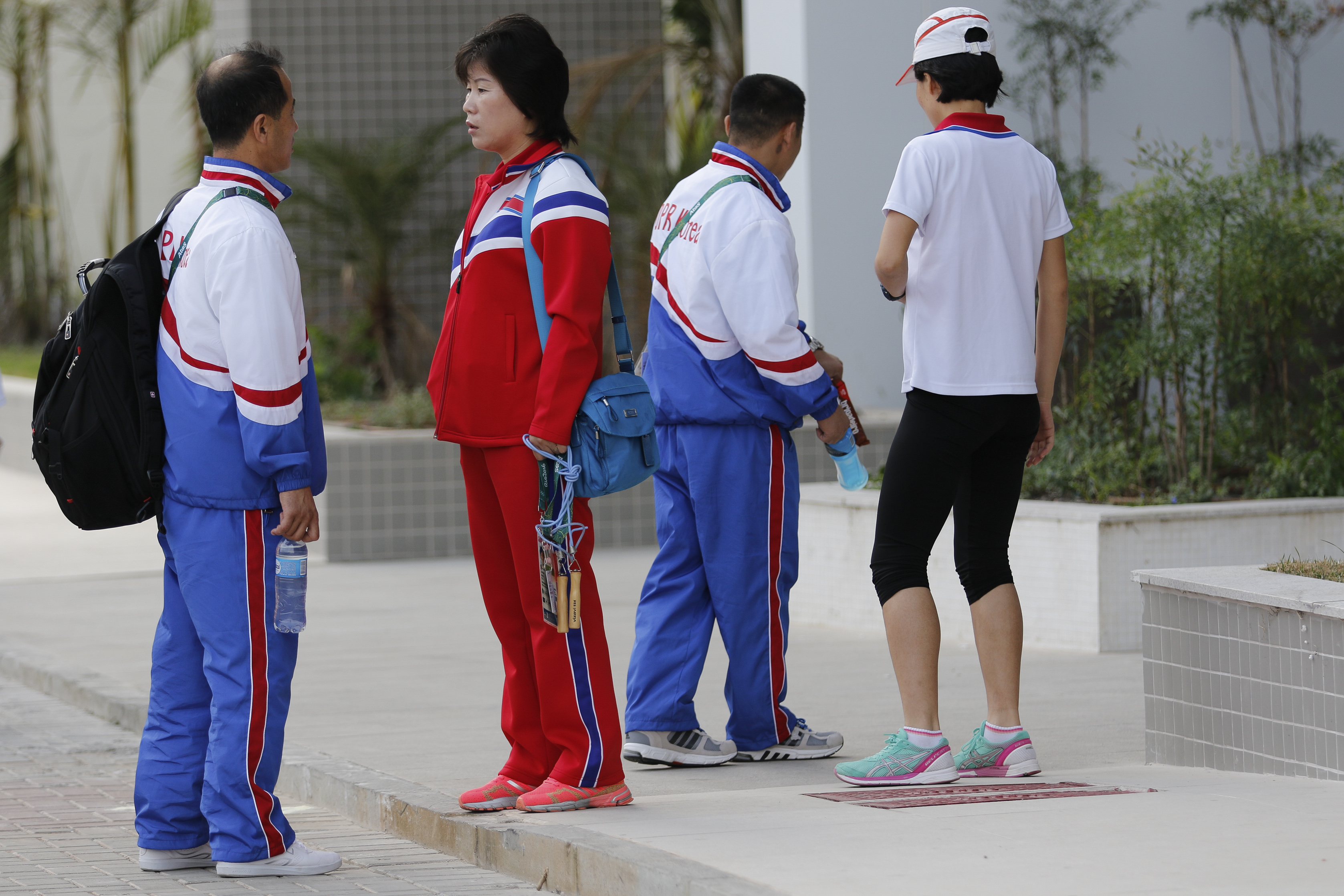
کره شمالی نمایندگان در ریو ۲۰۱۶ المپیک ایجاد کرد

کره شمالی در بازی‌های المپیک تابستانی ۲۰۱۶ در ریو دو ژانیرو برزیل با 31 ورزشکار در 9 رشته ورزشی به رقابت پرداخت و با کسب 2 مدال طلا ، 3 مدال نقره و 2 مدال برنز در رده 34 دنیا ایستاد.
این مدال ها در رشته های وزنه برداری مردان و زنان، ژیمناستیک مردان، تیراندازی مردان و پینگ پنگ زنان به دست آمد.